# Aulostomidae

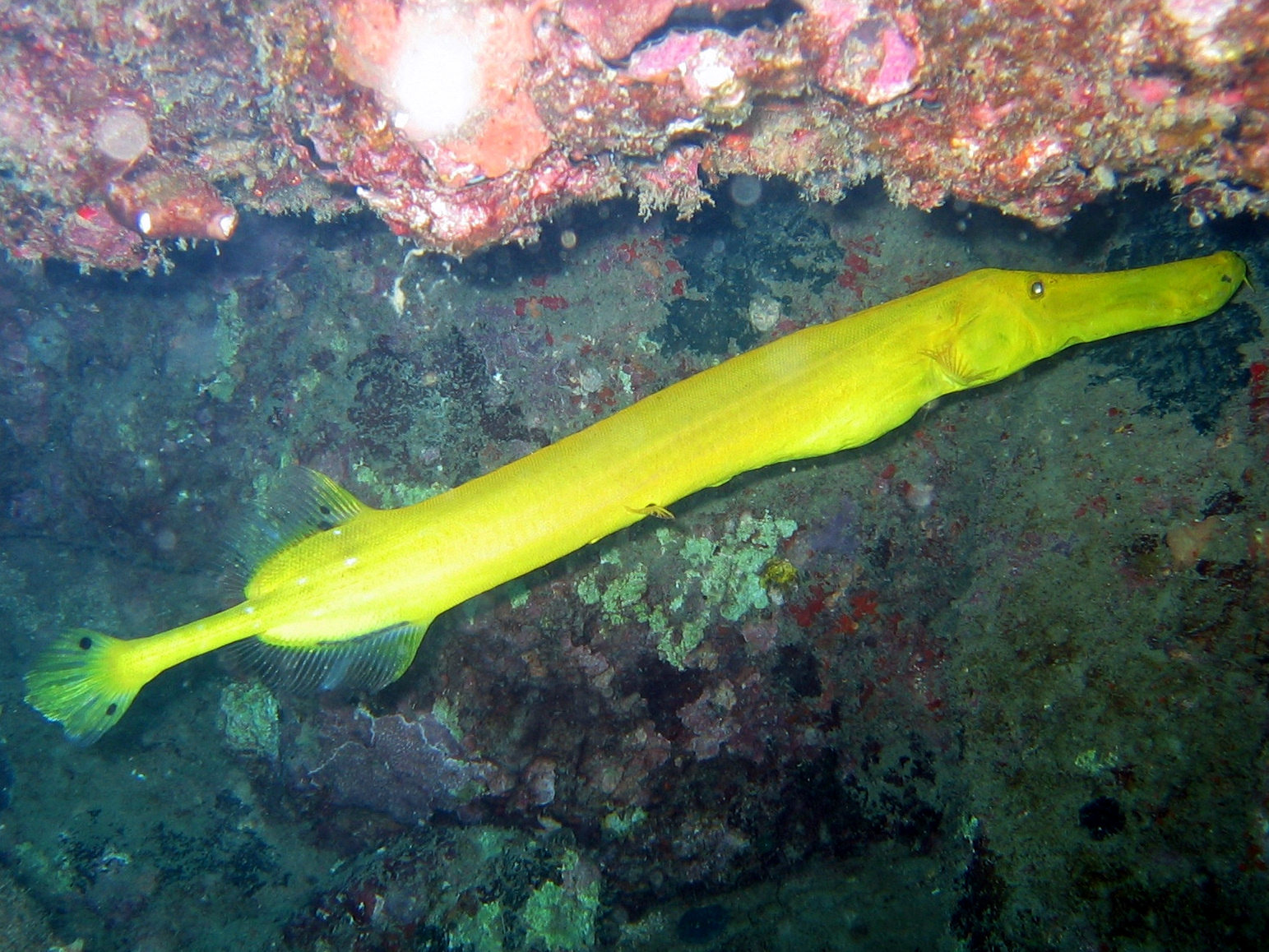
Aulostomus chinensis

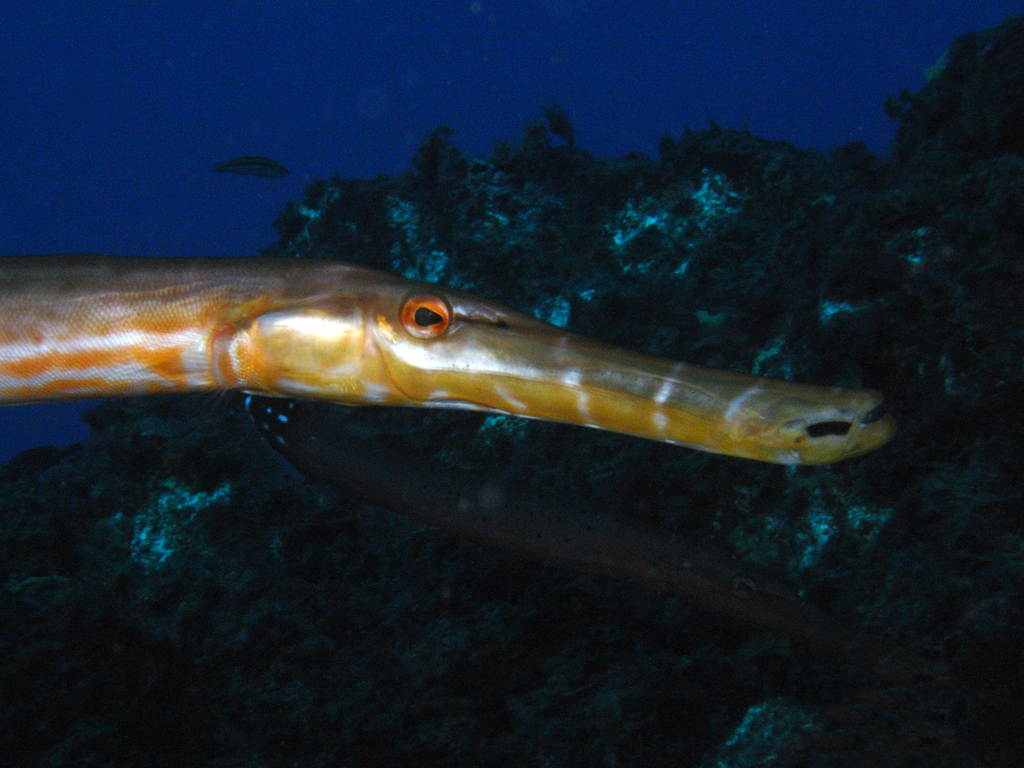
Aulostomus strigosus

Gli Aulostomidae sono una famiglia di pesci ossei marini appartenenti all'ordine Syngnathiformes, comprendente il solo genere Aulostomus.

## Distribuzione e habitat
Le tre specie del genere sono presenti in tutti gli oceani limitatamente alle fasce tropicali.
Sono pesci prettamente costieri, frequenti in ambienti rocciosi, nelle barriere coralline e nelle zone ricche di vegetazione marina.

## Descrizione
La morfologia di questi pesci ricorda i comuni pesci ago ma con una sagoma decisamente più robusta. Il muso è allungato e porta una bocca più grande; la mandibola porta un breve barbiglio. La pinna dorsale è unica ma è preceduta da un certo numero di brevi spine, la pinna anale è simmetrica alla dorsale. La pinna caudale è piccola e arrotondata, il peduncolo caudale è sottile. Le pinne ventrali sono poste al centro del corpo. Sono presenti sia le scaglie che la linea laterale.
Raggiungono la misura massima di 80 cm.

## Biologia
Sono pesci predatori che cacciano piccoli pesci e crostacei. Per la caccia confidano nel mimetismo e spesso sostano all'ombra di banchi di pesci erbivori. Quando predano organismi bentonici stazionano con la testa rivolta in basso e il corpo verticale.

## Pesca
Di interesse locale e limitato alle marinerie di sussistenza.

## Specie
Questa famiglia comprende tre specie:
- Genere Aulostomus
  - Aulostomus chinensis
  - Aulostomus maculatus
  - Aulostomus strigosus